# Know No Better
«Know No Better» es una canción grabada por el trío de EDM Major Lazer en colaboración con Travis Scott, Camila Cabello y el integrante de Migos, Quavo. La canción fue elegida para ser el cuarto sencillo de su cuarto álbum de estudio Music Is The Weapon todavía sin fecha de lanzamiento. La canción fue estrenada el 1 de junio de 2017 e incluida en el extended play Know No Better.

## Composición
«Know No Better» incluye acordes de piano de cola, ritmos de dancehall y muestras vocales cambiadas de tono.

## Vídeo musical
El video lírico de la canción "Know No Better" fue subido al canal de YouTube de Major Lazer el 1 de junio de 2017.
El video musical oficial de la canción se estrenó el 11 de julio. El clip sigue a un joven bailarín que está pasando por una fase de adolescencia torpe, rutinas matutinas y el acoso en la escuela, pero sueña con ser uno de las bailarines de apoyo de Major Lazer. Cuenta con cameos de Cabello, Scott y los miembros principales de Lazer. El soñar despierto trabaja como su escape, ya que el uno consistente entre ambos mundos es su amor de la danza, según lo observado por el escritor Ryan Reed de Rolling Stone. Una versión interactiva de este video, dirigida por Philip Andelman, fue lanzada el 28 de julio y organizada por gente de video interactivo Eko, donde los usuarios pueden cambiar entre las historias de "sueño" y "realidad".

## Posicionamiento en las listas

### Semanales
| Lista (2017)                                          | Posición más alta |
| ----------------------------------------------------- | ----------------- |
| Australia (ARIA)                                      | 34                |
| Alemania (Official German Charts)                     | 41                |
| Austria (Ö3 Austria Top 40)                           | 45                |
| Bélgica (Ultratop 50 Flanders)                        | 38                |
| Bélgica (Ultratip Wallonia)                           | 4                 |
| Canadá (Canadian Hot 100)                             | 30                |
| Colombia (National-Report)                            | 90                |
| Dinamarca (Tracklisten)                               | 21                |
| Escocia (Official Charts Company)                     | 24                |
| Eslovaquia (Rádio Top 100)                            | 92                |
| Eslovaquia (Singles Digitál Top 100)                  | 19                |
| España (PROMUSICAE)                                   | 59                |
| Estados Unidos Billboard Hot 100                      | 87                |
| Estados Unidos Dance Club Songs (Billboard)           | 31                |
| Estados Unidos Hot Dance/Electronic Songs (Billboard) | 11                |
| Estados Unidos Hot R&B/Hip-Hop Songs (Billboard)      | 36                |
| Estados Unidos Mainstream Top 40 (Billboard)          | 38                |
| Filipinas (Philippine Hot 100)                        | 55                |
| Finlandia (Latauslista)                               | 15                |
| Francia (SNEP)                                        | 18                |
| Hungría (Stream Top 40)                               | 20                |
| Irlanda (IRMA)                                        | 19                |
| Italia (FIMI)                                         | 47                |
| Nueva Zelanda (Recorded Music NZ)                     | 20                |
| Países Bajos (Dutch Top 40)                           | 21                |
| Países Bajos(Single Top 100)                          | 27                |
| Polonia (Polish Airplay Top 100)                      | 67                |
| Portugal (AFP)                                        | 31                |
| Reino Unido (Official Charts Company)                 | 15                |
| República Checa (Singles Digitál Top 100)             | 25                |
| Suecia (Sverigetopplistan)                            | 30                |
| Suiza (Schweizer Hitparade)                           | 30                |

## Certificaciones
| País (organismo certificador) | Ventas  | Certificación |
| ----------------------------- | ------- | ------------- |
| Bélgica (BEA)                 | Oro     | 15 000        |
| Dinamarca (IFPI)              | Oro     | 45 000        |
| España (PROMUSICAE)           | Oro     | 20 000        |
| Francia (SNEP)                | Platino | 150 000       |
| Italia (FIMI)                 | Platino | 50 000        |
| Nueva Zelanda (RIANZ)         | Oro     | 15 000        |
| Reino Unido (IFPI)            | Oro     | 400 000       |